# Paikert Alajos (mezőgazdász)

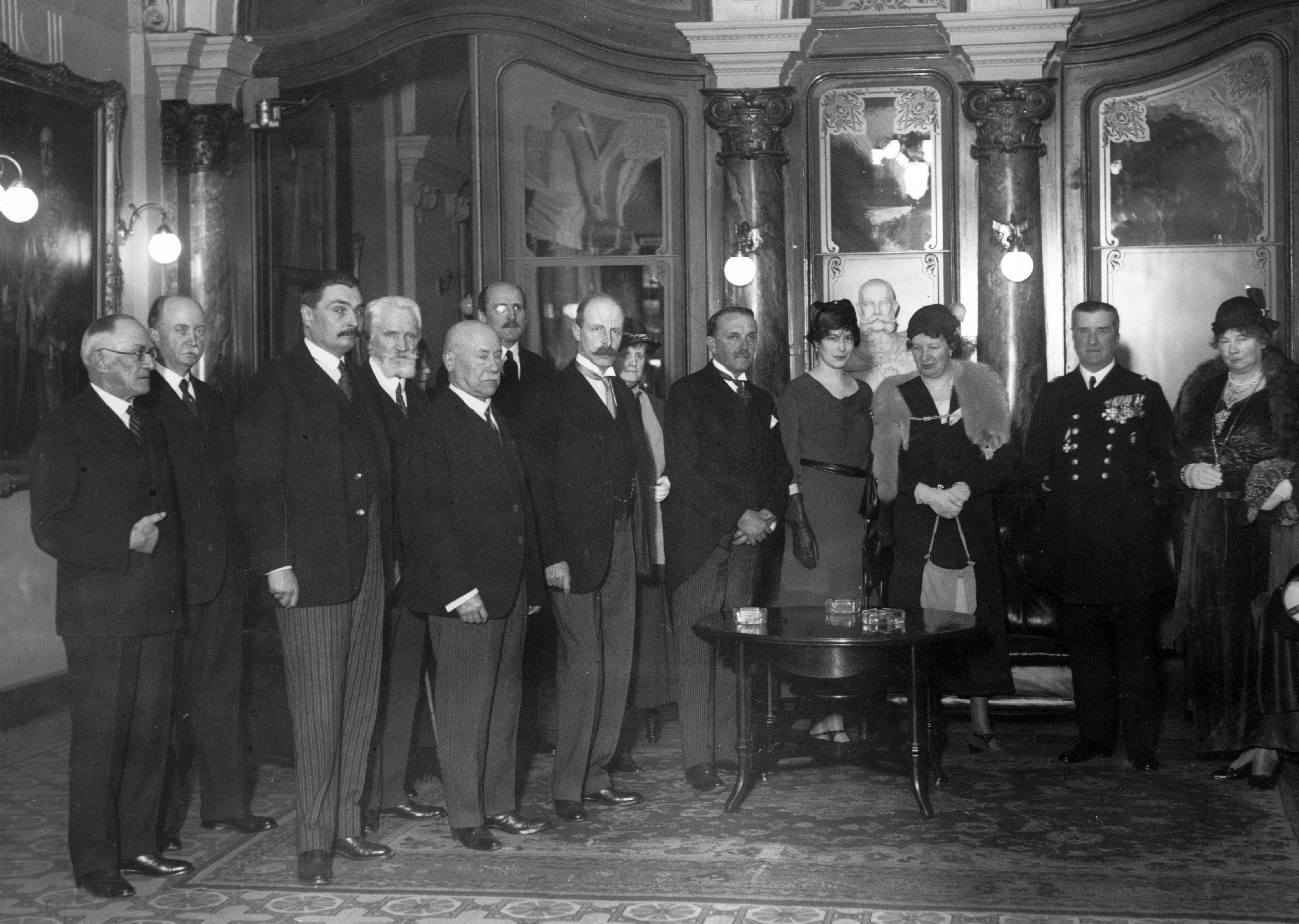
Váci utca 38. Országos Tiszti Kaszinó. A felvétel 1934. március 19-én készült Percy Thomas Etherton ezredes előadása alkalmával, melyet a Mount Everest átrepüléséről tartott. Balról 1. Boér Elek egyetemi tanár, 2. Paikert Alajos múzeumigazgató, 3. báró Villani Lajos diplomata, 4. Dr. Cholnoky Jenő földrajztudós, 5. Lukács György jogász, miniszter, 6. József főherceg, 7. P. T. Etherton ezredes, 9. báró Perényi Zsigmond politikus, koronaőr. Jobbról 1. Auguszta főhercegasszony, 2. Horthy Miklós kormányzó, 4. Magdolna főhercegnő.

Seprősi ifj. Paikert Alajos, (Nagyszombat, 1866. május 31. – Budapest, 1948. július 30.) mezőgazdász, jogász, 1923-tól 1930-ig a Magyar Mezőgazdasági Múzeum igazgatója. Paikert Alajos katonaorvos fia.

## Tanulmányai
A Pozsonyi rk. Főgimnáziumban érettségizett, utána mezőgazdasági tanulmányokat folytatott a Magyaróvári Gazdasági Akadémián.  Szünidejében több ízben részt vett Sőtér Ágoston régész Moson megyei ásatásain. 1887-ben végzett mezőgazdászként, majd jogot tanult a Budapesti Tudományegyetemen. Másodéves jogászként a Török Aurél vezette Antropológiai Tanszék tanársegédje lett. Nemességét 1909-ben, azonos nevű, vezértörzsorvos apja révén nyerte, nemesi előnevük: Seprősi.

## Agrárpályán
1891 októberében az Országos Magyar Gazdasági Egyesület (OMGE) segédtitkárának kérték fel. 1896-ig részt vett az egyesület újjászervezésében, a Köztelek szaklap alapításában (1891), a Mezőgazdák Szövetkezetének megalakításában (1891), a Hazánk napilap megindításában (1893). Gazdakongresszusokon is szerepelt, különböző kiállítások és a szövetkezeti mozgalom szervezésében működött közre. 1892-ben letette az államtudományi vizsgát és 1893-tól az egyesületnél előléptették titkárrá. A chicagói világkiállítás idején, 1893-ban az OMGE szakemberei az ő vezetésével tettek féléves időtartamú tanulmányutat Észak-Amerikában. Egyesületi alkalmazásban "a tanügyi és irodalmi szakosztály előadója, az évi gazdasági előadások állandó szervezője, a lótenyésztési szakosztály előadója, a luxus-lóvásárok rendezője, a díjlovaglás és díjugratás szervezője" volt. 1894-ben egyik alapítója volt a Magyar Gazdaságtörténelmi Szemlének. Tagányi Károly főmunkatársi együttműködése mellett - 1897-ig szerkesztője, majd 1899-ig Tagányi levéltárossal együtt társszerkesztője volt a lapnak. 1895-ben hosszabb körutazást tett Franciaország, Anglia, Skócia, Írország és Németország területén. 1895 végén, 1896 elején Darányi Ignác földművelési miniszter megbízásából (az OMGE-nél féléves szabadságolás mellett) előkészítője és titkára volt a Budapesti Nemzetközi Mezőgazdasági Kongresszusnak. 1896. december 19-én mondott le OMGE titkári állásáról, ekkor tiszteletbeli titkárrá választották.

## A M. Kir. Mezőgazdasági Múzeumban
1896-ban a millenniumi kiállítás mezőgazdasági tárgyú anyagából többek között ifj. Paikert Alajos kezdeményezésére és közreműködésével szervezték meg és rendezték be a Mezőgazdasági Múzeumot a városligeti Vajdahunyadvárban, az akkor még ideiglenes szerkezetű épületekben. 1897-től Darányi Ignác megbízásából a múzeum első őre (muzeológusa) lett.
1900-tól 1903-ig a magyar kormány gazdasági szaktudósítójaként (Royal Hungarian Agricultural Commissioner) Washingtonban élt. Az Amerikai Egyesült Államok és Kanada egész területéről tudósításokat adott, s gazdasági diplomáciai kapcsolatokat épített ki.  Kezdeményezte az amerikai és magyar földművelési kormányzatok közötti egyezményt a termésbecslések kölcsönös távirati kicserélésére vonatkozóan.
1903-ban hazatérve, egyik fő szervezője volt az Alpár Ignác tervei szerint, véglegesen megépített múzeum berendezésének. 1907. június 9-én I. Ferenc József magyar király ünnepélyesen megnyitotta az új múzeumot.

## Egyesületi és tudományos társasági tagsága, szervező munkája
1908-ban a Magyar Közgazdasági Társaság megválasztotta főtitkárának. Elindította a Köztelek c. újság egyik állandó rovatát, a "Külföldi Szemlét", s annak folyamatosan rovatvezetője volt. 1908 nyarán részt vett az OMGE által Angliába vezetett tanulmányúton, Esterházy László gr. elnöklete alatt. Londonban a Royal Agricultural Society fogadásán ő üdvözölte az OMGE és a magyar gazdák nevében az angol gazdákat.
1910-ben alapította meg a Turáni Társaságot  (Magyar Ázsiai Társaság) gr. Teleki Pál, gr. Széchenyi Béla és Vámbéry Ármin elnöklete alatt. 1913-tól megindította és szerkesztette a társaság kéthavonta megjelenő lapját, a "Turánt".
Kezdeményezte (1917-ben) és megszervezte (1920-ban) a Magyar Külügyi Társaságot, melynek elnöki tisztét gr. Apponyi Albert vállalta el. Paikert, a földművelésügyi miniszter ideiglenes áthelyezésével 1921-től mint ügyvezető alelnök intézte a társaság munkájával és működésével kapcsolatos feladatokat, 1921 novemberétől már miniszteri tanácsosi beosztásban. Nemzetközi kongresszusokon a magyar delegáció tagjaként képviselte hazáját.

## A Földművelésügyi Minisztériumban
1916. július 25-én a Földművelési Minisztériumba, a gazdasági háziipari miniszteri megbízott mellé nyert beosztást. Később ugyanitt kísérletügyi igazgatóvá, majd miniszteri osztálytanácsossá léptették elő. Kidolgozta és az FM miniszterhez felterjesztette a háziipari ügyek reformját.

## A M. kir. Mezőgazdasági Múzeum igazgatója, múzeumszervező munkája

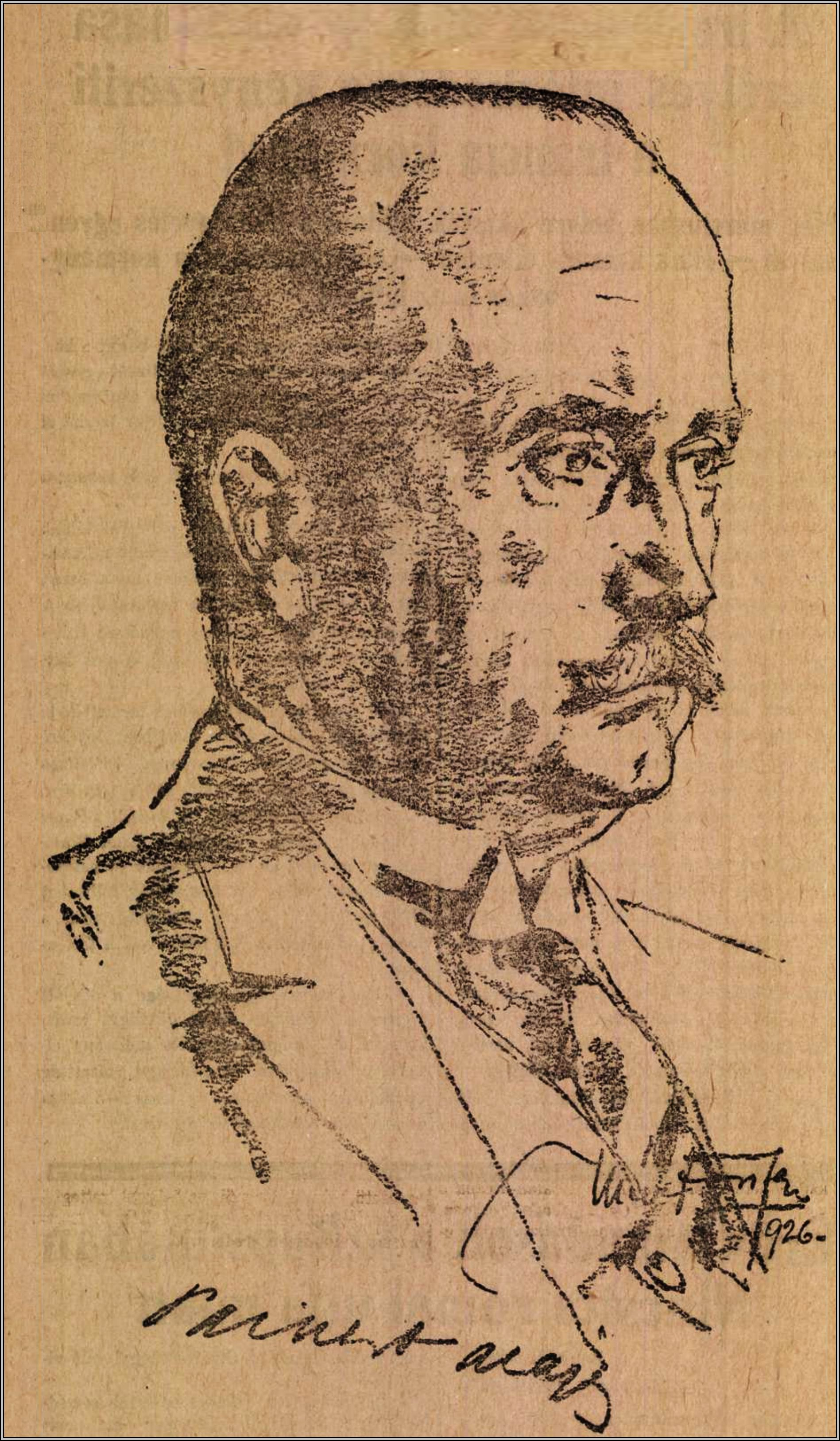
Márton Ferenc 1926-ban készített grafikája Paikert Alajos múzeumigazgatóról

1923 novemberében a Mezőgazdasági Múzeum igazgatójává nevezték ki. 1925-ben elkezdte megszervezni a Mezőgazdasági Múzeum Barátainak Körét, melynek első elnöke lett.
1929-ben miniszteri megbízást kapott a barcelonai világkiállítás magyar mezőgazdasági csarnokának berendezésére. Ugyanebben az évben I. Fuád egyiptomi király felkérte a kairói Mezőgazdasági Múzeum felállítására. 1930-ban – az előbbi megbízás teljesítése érdekében –, mint a budapesti Mezőgazdasági Múzeum igazgatója nyugalomba vonult. Ez alkalommal államtitkári címet kapott. Utóda 1931-től az igazgatói tisztségben, majd 1933-tól Kairóban is Nagy Iván Edgár volt. 
Kairóból való visszatérése után, 1936-ban kidolgozta a "Világszövetség" tervezetét. Ezt a Magyar Külügyi Társaság több tárgyalás után elfogadta és nyomtatásban meg is jelentette. A tervezet magában foglalta az 1945. június 26-án San Franciscoban több mint 50 állam által megalkotott "Egyesült Nemzetek" alapokmánya fő elveit.
Az 1940-es években visszavonultan élt, fél éven át Balatonszemesen (Somogy m.), fél éven át a budapesti Napos út 4.sz. alatti otthonában írta emlékiratait, költeményeit. 1948-ban hunyt el Budapesten.
Felesége: osgyáni Rónay Deli, gyermekei pedig: Alajos, Géza és Éva voltak. Fia, Paikert Géza Károly (1902-1990), jogász, történész, VKM osztálytanácsos, kultúrdiplomata, 1947-1975-ig a syracuse-i (USA) Le Moyne College, majd a Lemyne egyetem tanára.
Paikert Alajost 1948. augusztus 2-án helyezték örök nyugalomra a Farkasréti temetőben a Budapest Főváros Polgármestere által kiutalt díszsírhelyre.

## Művei
Paikert Alajos, ifj.: Nagybritannia mezőgazdasági érdekképviselete In.: Mezőgazdasági képek Angolországból. Jelentés az OMGE tagjainak 1908. június 14-július 4-ig terjedő tanulmányútjáról. Szerk. Szilassy Zoltán, Bp., 1909 129-141. p.
Paikert Alajos: A mezőgazdasági érdekek nemzetközi szervezete. Klny. a Külügyi Szle, 1921-22. évf., Bp. 1922
Szokol Willibald, dr. (1888–1963) festőművész örökítette meg arcképét igazgató korában. (Ma a festmény a Mezőgazdasági Múzeum társalgójában látható.)